# Freddy Mulongo
 (septembre 2022).
Si vous disposez d'ouvrages ou d'articles de référence ou si vous connaissez des sites web de qualité traitant du thème abordé ici, merci de compléter l'article en donnant les références utiles à sa vérifiabilité et en les liant à la section « Notes et références ».
Freddy Mulongo, né le 6 septembre 1965 à Lubumbashi dans la province du Katanga, est un journaliste congolais vivant en France.  Il est un défenseur des radios associatives et communautaires au Congo. Accrédité à Matignon auprès du Premier ministre, au Sénat français, il est également accrédité à l'Organisation des Nations unies, à Genève.

## Études
Après ses études universitaires à Paris, et ayant vécu l'éclosion des radios libres en France, il est retourné en République démocratique du Congo où il a créé Réveil FM, la première radio associative et communautaire de Kinshasa. 

## Engagement politique
En 1999, Freddy Mulongo crée la radio libre Réveil FM afin de faire découvrir habitants de Kinshasa (les Kinois) les informations de proximité. Elle commence à émettre le 20 novembre 1999. Le 14 septembre 2000, un arrêté du gouvernement congolais interrompt sa diffusion, ainsi que celle d'autres stations de radio.
En 2001, Freddy Mulongo initie le festival « Fréquences libres ou le pluralisme radiophonique » au Palais du peuple à Kinshasa. Il est élu président de l'Association des radios associatives et communautaires du Congo (Arco) et le reste jusqu'en 2007.
En août 2006, alors que Freddy Mulongo participe à l'assemblée générale mondiale de l'Association mondiale des radiodiffuseurs communautaires (AMARC) à Amman en Jordanie[réf. obsolète], la Haute autorité des médias (HAM) suspend Réveil FM la veille de la proclamation des résultats du premier tour des élections présidentielles, avec pour une raison invoquée le manque d'une grille de programme. Plus de 165 radios présentes à Amman signent une pétition de protestation et de soutien à Réveil FM et à Freddy Mulongo.
Freddy Mulongo a organisé en 2006 les journées « radio silence » afin de protester contre les tracasseries administratives qui voulaient réduire au silence le tiers secteur, les médias alternatifs du paysage audiovisuel congolais. 
Il n'y a que dix radios libres au Congo en 2001. Quand Freddy Mulongo quitte le pays en 2007, il y en a plus de 250 (plus que le Mali 121, le Niger 110, le Burkina Faso 80, le Sénégal 65), la République Démocratique était aussi au-dessus de l'Afrique du Sud).
À Paris, Réveil FM est devenu « Réveil FM International » et fonctionne essentiellement sur le net.
Le 25 avril 2012, Freddy Mulongo pose la question suivante au candidat François Hollande pour Réveil FM International entre les deux tours de l'élection présidentielle, lors d'une conférence de presse avec 300 journalistes accrédités (alors qu'il y a eu hold-up électoral reconnu par les observateurs de l'Union européenne, du Centre Carter, de l'Église catholique et des Nations unies) : « Mr Hollande, une fois élu, irez-vous au XIVe sommet de Francophonie qui doit se tenir du 12 au 14 octobre 2012 à Kinshasa en République démocratique du Congo ? Et quelle sera votre gestion du dossier « Françafrique » ? »
Freddy Mulongo est co-organisateur avec son confrère Roger Bongos du premier Forum international sur la liberté de la presse, pour les droits de l'homme et contre l'impunité, le 27 mars 2013 au Press club de France[réf. obsolète] et du site d'information libre AfriqueContinent[réf. obsolète].
Freddy Mulongo pour Réveil FM International  a couvert la campagne électorale de 2017. Il a suivi toute la campagne électorale d'Emmanuel Macron qui a été élu Président de la République le 7 mai 2017. 

## Publications
- L'intelligentsia congolaise, militante, résistante et patriotique, Diaspora-République démocratique du Congo, Édilivre  (ISBN 9782334236522), 2017
- Kabilapocalypse, Régime des ventriotes et Moyibicrates République démocratique du Congo  (ISBN 9782334240963), 30 mars 2017
- Au temps des effroyables imposteurs de la RDC], Édilivre, collection Classique, 2014  (ISBN 9782332779441)

- En toute liberté, Édilivre, Edilivre, collection Classique, 2012  (ISBN 978-2332494559)

- Citoyenneté, droits et libertés, éd. Edilivre, collection Classique, 2012   (ISBN 9782332494559) (broché),  (ISBN 9782332494566) (numérique)

- Les dix Questions, Edilivre, collection Classique, 2009  (ISBN 9782812113031)

## Autres informations
- Travaux effectués par Freddy Mulongo